# 北山五山
北山五山（きたやまござん）は、宮城県仙台市青葉区の北山周辺にある5つの寺院のことで、資福寺、覚範寺、東昌寺、光明寺、満勝寺を指す。京都五山や鎌倉五山に倣ったものとされる。このうち満勝寺は北山から柏木に移転した。これらは江戸時代に、奥州街道や根白石街道の関門となって城下町の北の守りともされた。

## 伊達五山
北山五山は、仏教を深く信仰した四代伊達政依が、現在の福島県伊達郡に鎌倉時代に創建した5つの臨済宗の寺がもとになっている。「京都五山」や「鎌倉五山」に倣って、これらは「伊達五山」と称された。
| 光明寺 | 光明寺の塔中の1つだった現在の福聚寺の辺り |
| 光明寺 | 伊達郡国見町光明寺（北緯37度53分38.24秒 東経140度35分12.19秒 / 北緯37.8939556度 東経140.5867194度） |
| 東昌寺 | 諸山の1つ。安国寺の別称もある。 当初は現・福島県立梁川高等学校グラウンド辺り 同校南側を流れる広瀬川は現在よりもっと南側を流れていた                                                                                                   |
| 東昌寺 | （当初）伊達市梁川町字鶴ヶ岡（北緯37度51分11.05秒 東経140度36分46.24秒 / 北緯37.8530694度 東経140.6128444度） （16世紀～）伊達郡桑折町万正寺字古釈迦堂（北緯37度50分52.17秒 東経140度30分26.9秒 / 北緯37.8478250度 東経140.507472度） |
| 観音寺 | 臨済宗から浄土宗にかわりながらも、伊達五山のうち唯一郡内に残ったとされる |
| 観音寺 | 伊達郡桑折町万正寺字坂町（北緯37度51分8.65秒 東経140度30分31.07秒 / 北緯37.8524028度 東経140.5086306度） |
| 興福寺 | 「光福寺」とも書いたようである |
| 興福寺 | 伊達郡桑折町興福寺（北緯37度50分8.86秒 東経140度30分34.18秒 / 北緯37.8357944度 東経140.5094944度） |
| 満勝寺 | 跡地には伊達氏の祖・伊達朝宗の墓所がある |
| 満勝寺 | 伊達郡桑折町万正寺字下万正寺（北緯37度50分29.03秒 東経140度30分40.03秒 / 北緯37.8413972度 東経140.5111194度） |

「伊達五山」は、伊達家の本拠の移り変わりと共に奥羽各地を変遷し、仙台開府の際に北山の地に落ち着き、以後「北山五山」と称されることになる。

## 北山五山
以下、北山五山を江戸時代初期の立地に従って東から列挙し、また、現在の立地を住所と座標で示す。江戸時代初期と現在との立地の大きな違いは、満勝寺が光明寺の西隣から北八番丁に移転したことと、明治初期の青葉神社創建に伴って東昌寺が東側にずれたことである。北山五山は全て臨済宗の寺であり、また、仙台城の城下町の北方の北山丘陵（七北田丘陵の一部）にある。
| 光明寺 | 支倉常長の墓がある                                                                                         |
| 光明寺 | 仙台市青葉区青葉町3-1（北緯38度16分56.8秒 東経140度51分56.74秒 / 北緯38.282444度 東経140.8657611度）       |
| 満勝寺 | 伊達家の始祖・伊達朝宗の弔い寺。1667年（寛文7年）北八番丁に移転。                                          |
| 満勝寺 | 仙台市青葉区柏木3-5-13（北緯38度16分34.67秒 東経140度51分17.13秒 / 北緯38.2762972度 東経140.8547583度）    |
| 東昌寺 | 北山五山筆頭                                                                                               |
| 東昌寺 | 仙台市青葉区青葉町8-1（北緯38度16分57.4秒 東経140度51分49.8秒 / 北緯38.282611度 東経140.863833度）         |
| 覚範寺 | 仙台藩祖・伊達政宗の生母義姫（保春院）の墓がある                                                           |
| 覚範寺 | 仙台市青葉区北山1丁目12-7（北緯38度16分57.49秒 東経140度51分40.61秒 / 北緯38.2826361度 東経140.8612806度） |
| 資福寺 | 「紫陽花寺」として著名な観光地                                                                             |
| 資福寺 | 仙台市青葉区北山1丁目13-1（北緯38度16分59.97秒 東経140度51分36.83秒 / 北緯38.2833250度 東経140.8602306度） |

「伊達五山」の観音寺および興福寺は廃寺となり、これらを資福寺が吸収。のちに資福寺から覚範寺が独立した。東昌寺は城下町を南北に貫く奥州街道の北の突き当たりに位置し、北山五山筆頭として五山の真ん中に位置した。
現在、満勝寺が北山丘陵にないため、資福寺の西に隣接し、伊達五山と同様、福島から奥羽各地を伊達家と共に変遷した曹洞宗の輪王寺（15世紀半ばに開基）を代わりに加えて「北山五山」とする例も散見されるが、一般には誤用とされる。

## 周辺
現在、北山丘陵～新坂通周辺（新坂町）～大崎八幡宮という旧城下町の北から西にかけての弧状の丘陵地には、神社・仏閣・教会等の宗教施設が集中している。伊達家ゆかりの著名な寺社の他、奥州仙臺七福神のうち大黒天が祀られている秀林寺のような庶民の観光地となっているものもある。
伊達綱村の治世下の1667年（寛文7年）には、北山五山の満勝寺が北山丘陵から新坂町の南の北八番丁へ移転。明治初期の1874年（明治7年）11月には、伊達政宗を祀る青葉神社が奥州街道の突き当たりの東昌寺の敷地に創建され、東昌寺は満勝寺跡地寄りに移転した。これにより、北山丘陵の宗教施設は、東端から鹿島香取神社・光明寺・東昌寺・青葉神社・覚範寺・資福寺・輪王寺となっている。鹿島香取神社は「伊達五山」と同様に伊達郡に創建され、伊達氏と共に各地を巡って最終的に仙台に遷宮された神社である。この神社の存在により、江戸時代の北山丘陵の東端は「仙台七崎」の1つの「鹿島崎」と呼ばれた。
1911年（明治44年）4月に、北四番丁（現星陵地区）に県立宮城病院（現東北大学病院）が移転・開院し、現在では星陵地区を中心に周辺には医療機関が集積している。この星陵地区の北側の宗教施設集積地の北西側の山裾は1931年（昭和6年）4月まで宮城郡荒巻村であり市街化されていなかったが、1930年（昭和5年）から宅地化された。また、市村境近くの市内には北山火葬場もあった。1945年（昭和20年）7月10日の仙台空襲の際には、焼け出された市民が、北山五山や新坂通り沿いの寺社などに避難する一方、犠牲者は前述の火葬場にうず高く積まれ、何日もかかって火葬されたと言われる。
戦後の戦災復興都市計画により、仙台市が北山に北山霊園を開園した。市は市街地にあった寺や墓地のほとんどを移転させたと言われ、現在、都心部に墓地や寺は無い。北山には市内の複数のプロテスタント系教会の共同墓地である「北山キリスト教墓地」があり、大竹康市設計の仙台広瀬河畔教会納骨記念碑などが設置されている。この墓地には東北学院や尚絅学院など、学都仙台の基盤の1つとなったミッションスクールの創始者や外国人宣教師・教師が眠っており、各校の記念行事の際に礼拝が行われている。因みに、カトリック系はカトリック仙台司教区が1930年（昭和5年）から所有する「カトリック鶴ヶ谷墓地」などに埋葬されている。

## アクセス
- JR：仙山線・北仙台駅または北山駅
- 地下鉄：仙台市地下鉄南北線・北仙台駅
- 駐車場：資福寺や輪王寺などにある。